# Awesomenauts
Awesomenauts est un jeu vidéo d'arène de bataille en ligne multijoueur 2D en vue de profil développé par Ronimo Games et annoncé le 18 mai 2011. Il sort en mai 2012 sur Xbox Live Arcade et PlayStation Network et le 1er août 2012 sur PC par Steam.
Awesomenauts se joue en match indépendants où deux équipes de trois joueurs s'affrontent, chacun ayant un personnage, appelé nauts, et où l'objectif est de détruire la base adverse. Au cours de la partie, les joueurs peuvent acheter des améliorations, via de l'argent (solars dans le jeu) gagnés en tuant des ennemis, leurs droïdes ou les tourelles de défense.
Après sa sortie, le jeu est mis à jour de façon régulière par l'éditeur, au rythme d'une version tous les deux à trois mois. À l'occasion de la version 4.0, le jeu change de modèle économique et passe en free-to-play en mai 2017. Son développement est arrêté en 2019 et les serveurs en ligne sont arrêtés en septembre 2023, après la faillite économique de Ronimo Games. Cependant, Atari, après le rachat de la licence, relance le jeu en janvier 2025.

## Système de jeu
Awesomenauts est un MOBA en 2D, incluant de nombreux éléments de jeux de plateformes. Les parties se déroulent en 3 contre 3, et se finissent à la destruction de la base d'une des équipes. L'accès à la base est protégé par au moins 2 tourelles infranchissables, qui possèdent chacune une grande quantité de points de vie et une très forte puissance de feu. Chaque équipe dispose de droïdes qui se déplacent automatiquement vers le camp adverse et attaquent tous les adversaires qu'ils rencontrent (joueurs, droïdes, tourelles, etc.). Il existe trois types de droïdes :
- Les droïdes buzz sont créés par groupe de 2 ou 4 derrière la base et attaquent de près ;
- Les super droïdes, eux, apparaissent lorsqu'une tourelle est détruite. Ils sont beaucoup plus puissants que ceux de base, attaquant de loin à l'aide d'un bazooka, permettant de soutenir l'attaque de l'équipe ;
- Les droïdes humming sont le dernier type de droïde: ils n'apparaissent que sur une seule carte ou grâce à une compétence d'un personnage. Ils volent et attaquent de loin, infligeant de grands dégâts aux dépens d'un nombre de points de vie limité.

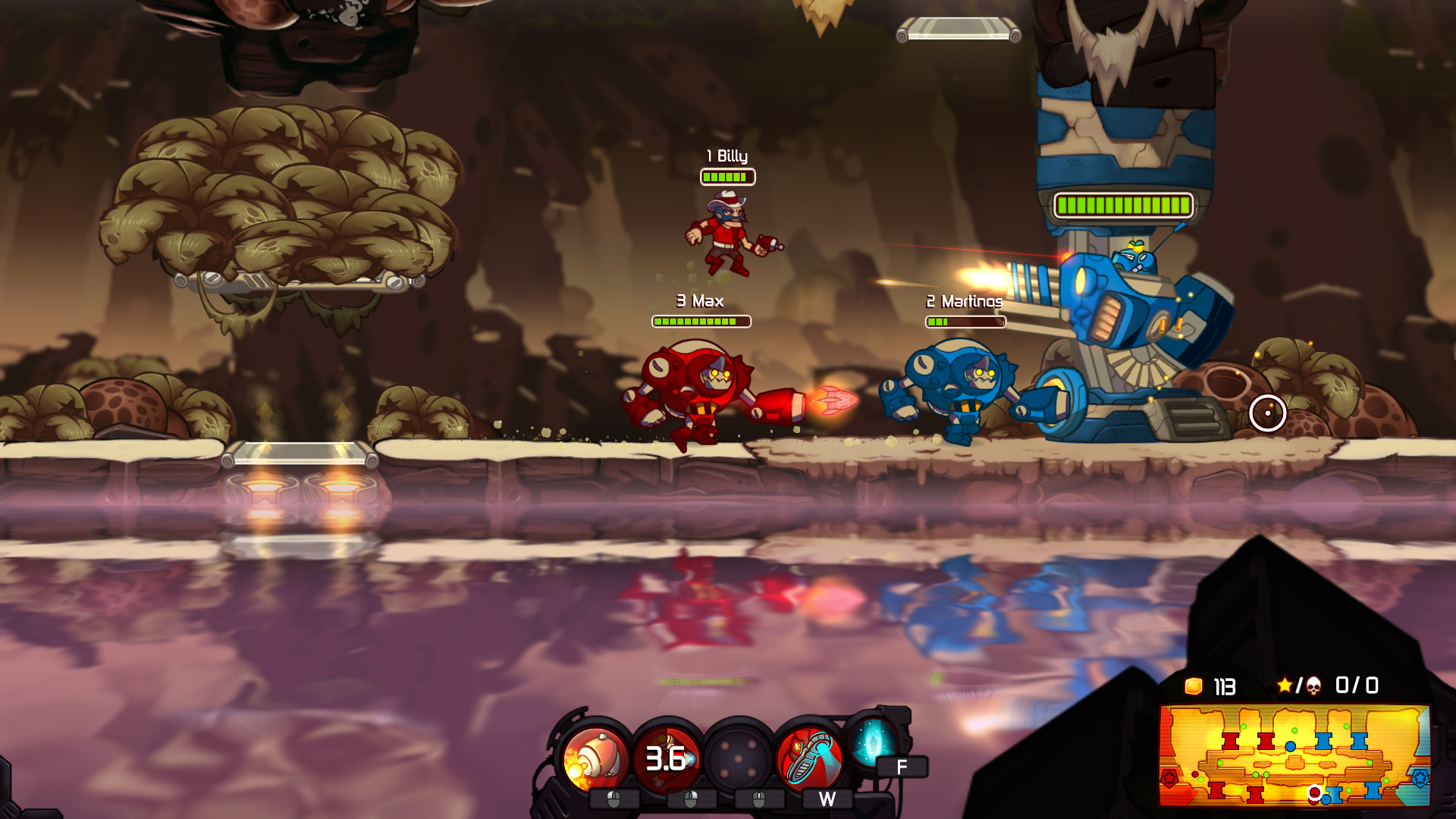
Image du jeu, où l'on voit deux personnages rouges en train d'attaquer une tourelle bleue.
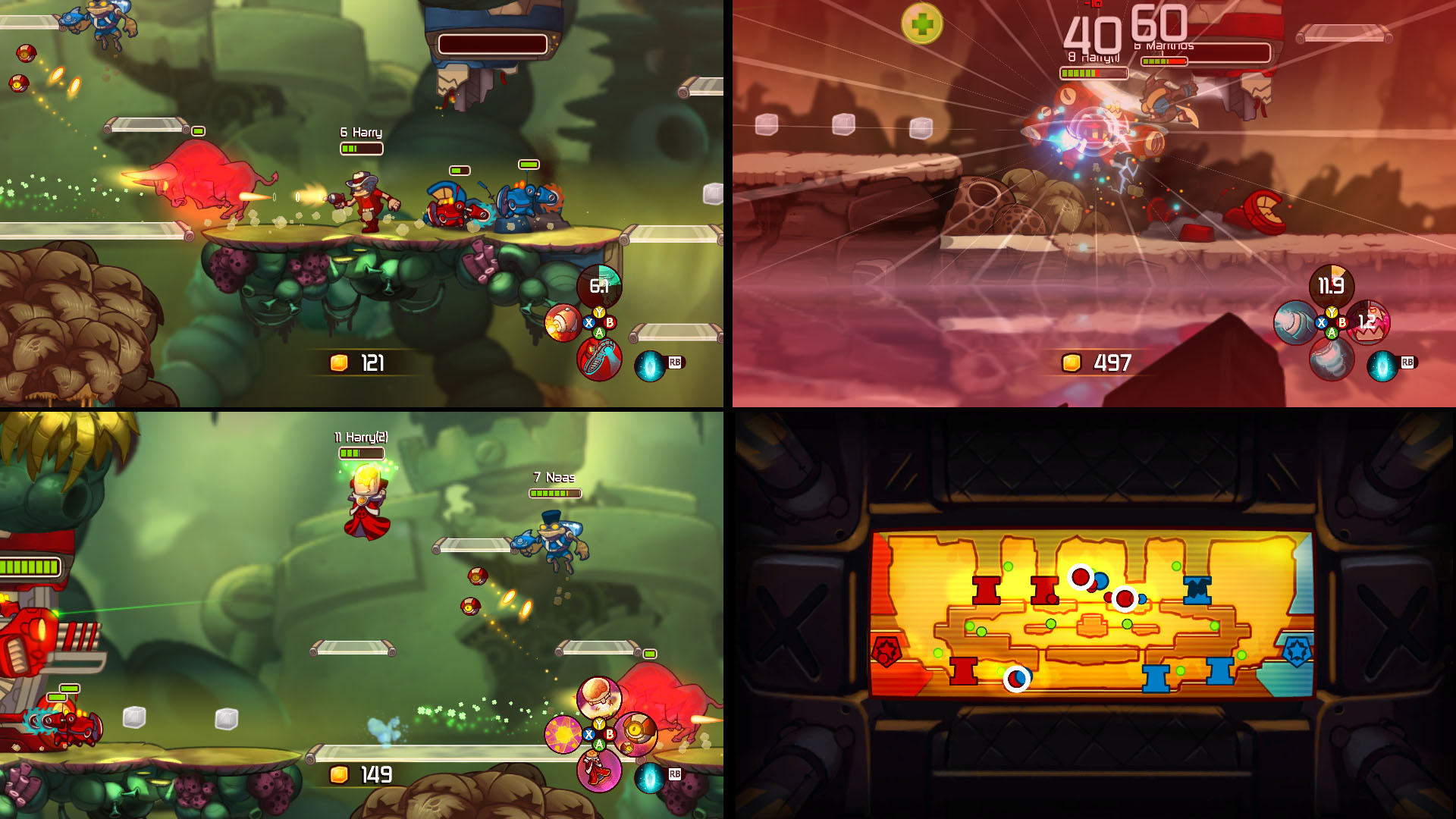
Partie avec trois joueurs sur un écran. On peut voir la carte en bas à droite.
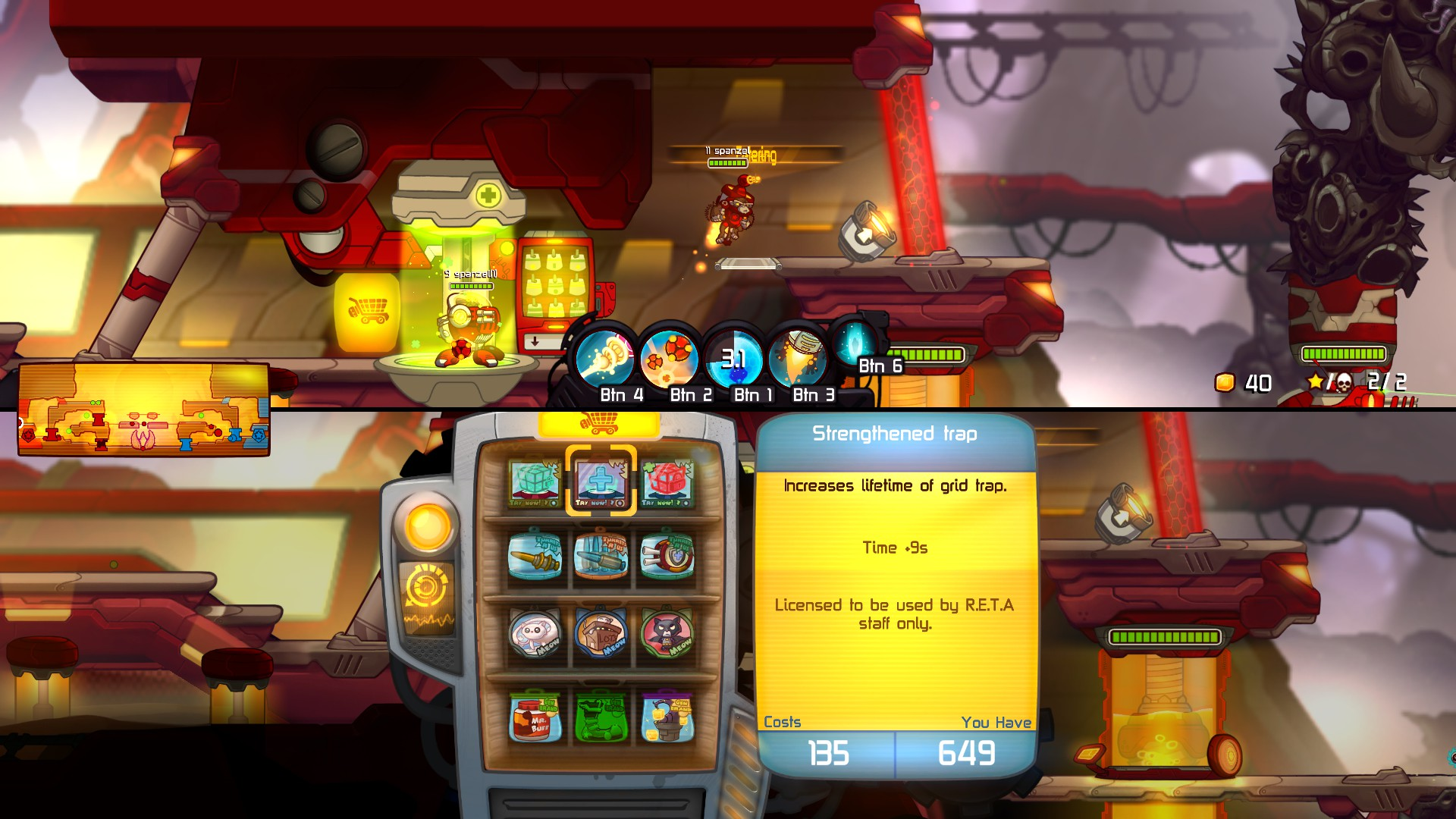
Partie à deux joueurs, où celui du bas est en train d'acheter des améliorations.

### Personnages: les Awesomenauts

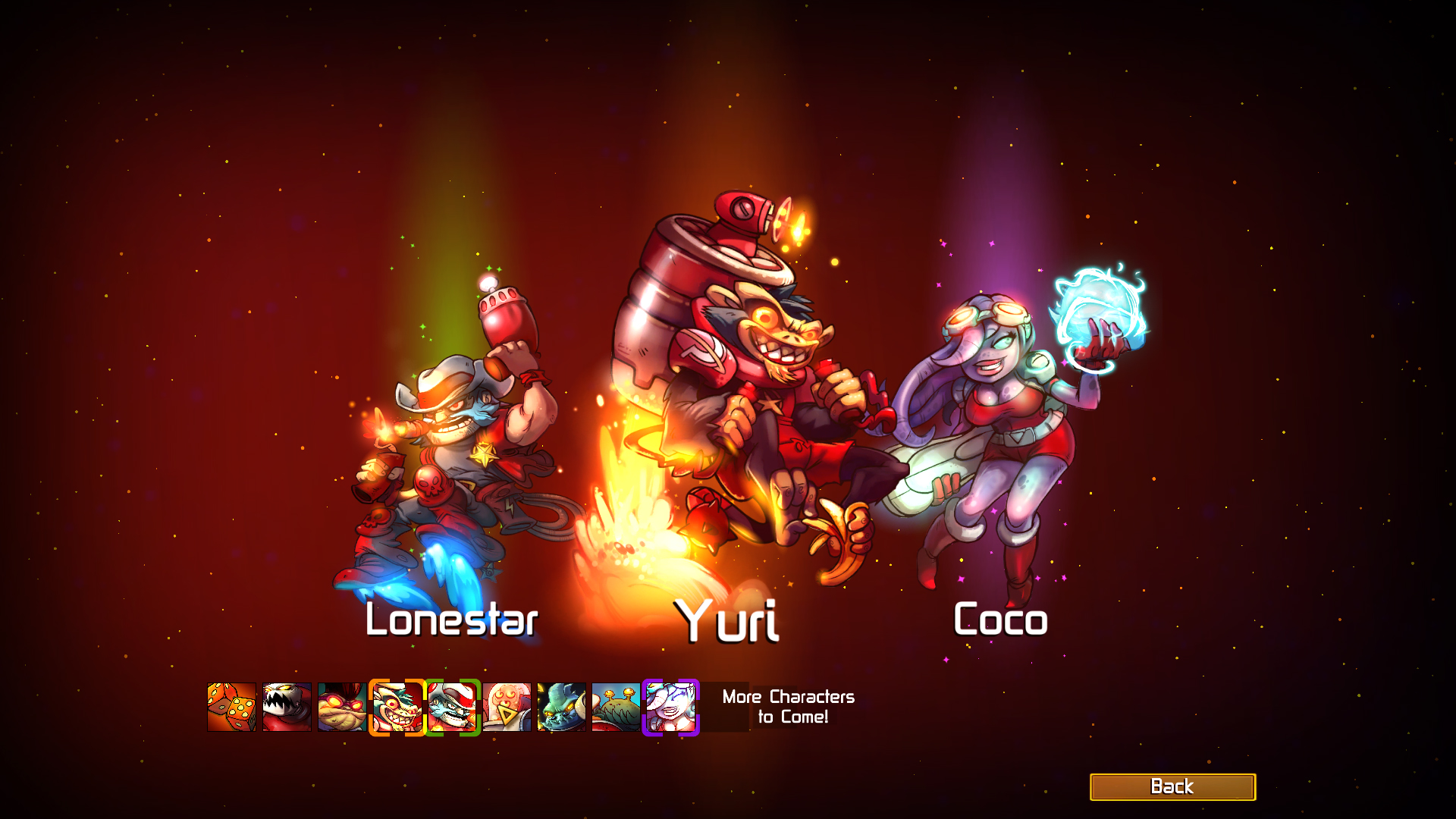
Écran de sélection, où l'on peut voir trois nauts : Lonestar, Yuri et Coco.

Au début d'une partie, chaque joueur choisit un personnage (les Awesomenauts), qui possède chacun une attaque de base, deux compétences et un type de déplacement et de saut propre (certains peuvent voler, sauter deux fois, surfer, etc.). Un même personnage ne peut être joué par deux membres de la même équipe, bien qu'il puisse aussi être choisi par l'équipe adverse. Ensuite, il faut choisir trois améliorations (parmi six) qui pourront être achetées au cours de la partie, et ce dans quatre catégories: chacune des deux compétences, l'attaque de base et les bonus généraux. On compte parmi les améliorations l'augmentation des dégâts, de la vitesse d'attaque, le ralentissement, la réduction du temps de recharge ou, pour les bonus généraux, l'augmentation de la vitesse de déplacement, des points de vie et le gain d'argent (appelé Solar).
Pendant une partie, les personnages accèdent à l'arène à la suite d'une courte séquence en capsule où on peut attraper des Solar. Le reste du temps, les Solar peuvent être ramassés sur le terrain ou en tuant des droïdes, des monstres neutres, des joueurs ou des tourelles. Dans le camp de chaque équipe se trouve un magasin où il est possible de récupérer ses vies et d'acheter des améliorations parmi celles choisies avant le début de la partie. À chaque fois qu'un personnage meurt, il offre à toute l'équipe adverse un bonus de Solar, doublé pour le joueur l'ayant tué, et doit attendre un certain temps avant de recommencer la séquence en capsule. Ce temps d'attente devient plus long selon le temps écoulé et le nombre de fois que le joueur est décédé.

### Fin de partie et expérience acquise
À la fin d'une partie, chaque joueur reçoit des points d'expériences selon entre autres, le résultat, son score de tués/mort et la durée de la partie. Ces points d'expérience permet au joueur de gagner des niveaux, qui débloquent une amélioration, un personnage ou un terrain. Au niveau maximal, le joueur peut décider de revenir au niveau 16 pour gagner un point de prestige, dont la seule utilité est d'obtenir un symbole à côté de son nom. Les points d'expérience reçus à la fin de la partie contribuent aussi au classement du joueur en rangs de 1 à 9, ce qui détermine le niveau des autres joueurs dans les parties en ligne.

## Extensions

### Starstorm
En août 2013, Romino Games crée une campagne Kickstarter pour développer une extension du jeu intitulé Awesomenauts: Starstorm dont le but initial était de 125 000 $. Finalement, la somme collectée a dépassé les 400 000 $. L'extension doit comporter cinq nouveaux personnages (contre trois prévus initialement), une nouvelle carte, un mode spectateur, la possibilité d'enregistrer des parties, de nouvelles musiques et la personnalisation des règles de jeu. D'autres objectifs comme la création de terrains ou d'IA pour l'ordinateur n'ont pas été atteints.
La décision d'opter pour Kickstarter vient de la mauvaise expérience avec leur éditeur DTP Entertainment, qui fit faillite peu après la sortie d'Awesomenauts mais que Romino Games doit toujours payer pour chaque vente du jeu.

### Overdrive
Début 2016, Romino Games annonce la sortie dans les prochains mois d'une nouvelle extension, Overdrive, qui inclut une refonte du système de matchs en ligne et des mécanismes de jeu. Ces améliorations seront fournies gratuitement à tous les possesseurs du jeu original. L'extension payante inclura trois personnages exclusifs, comme les cinq personnages de l'extension précédente,.

### Free to play
En avril 2017, Ronimo annonce la version 4.0 du jeu, avec de nouvelles mécaniques : le joueur gagne désormais de l'expérience à chaque fois qu'il joue avec un personnage, ce qui lui permet de débloquer des items et divers récompenses. Le jeu passe également en free-to-play à partir du 24 mai. Les joueurs ayant acheté le jeu et ses extensions avant le passage gratuit ont l'avantage d'avoir tous les personnages existant et futurs gratuits. Les nouveaux joueurs devront eux payer s'ils souhaitent jouer à d'autres personnages que les quatre choisis aléatoirement chaque semaine,.

## Accueil
Le jeu a reçu des critiques plutôt bonnes à sa sortie, avec un score de 78/100 sur Metacritic. Jeuxvideo.com relève qu'il manque des options pour élever le jeu au niveau compétitif mais que le suivi promis par Ronimo Games peut assurer la pérennité de la communauté.

## Postérité
Le jeu attire près de 1 000 joueurs en moyenne en permanence sur Steam à ses débuts, avec des pics à plus de 3 000 joueurs. Cependant, ce chiffre décroit à partir du début 2015 pour arriver à une moyenne de 800 joueurs de moyenne à l'été 2015. Étant souvent proposé à prix réduit lors des soldes Steam, le jeu obtient des pics d'activité à ces moments de l'année.
Cinq ans après sa sortie, le jeu passe en free-to-play en mai 2017 afin de relancer le modèle économique du jeu autour des micro-transactions. Son développement est arrêté en 2019 et les serveurs en ligne sont arrêtés en septembre 2023, après la faillite économique de Ronimo Games.
En août 2023, l'éditeur Ronimo Games est déclaré en faillite. Les serveurs permettant de jouer en ligne sont alors coupés, ne permettant plus de jouer en ligne,. Cependant, le jeu reste jouable en utilisant une version antérieure à la mise à jour intégrant les serveurs dédiés. En janvier 2025, Atari, qui a récupéré les droits du jeu, annonce relancer la maintenance du jeu.